# Mossula
Mossula is een geslacht van rechtvleugeligen uit de familie sabelsprinkhanen (Tettigoniidae). De wetenschappelijke naam van dit geslacht is voor het eerst geldig gepubliceerd in 1869 door Walker.

## Soorten
Het geslacht Mossula omvat de volgende soorten:
- Mossula caudelli Karny, 1924
- Mossula intermedia Willemse, 1940
- Mossula kiriwina Hebard, 1922
- Mossula loriae Griffini, 1908
- Mossula purarica Griffini, 1908
- Mossula salomonis Kirby, 1891
- Mossula toxopei Karny, 1926
- Mossula variopicta Willemse, 1961
- Mossula vitticollis Walker, 1869